# ZNF469
ZNF469‏ (Zinc finger protein 469) هوَ بروتين يُشَفر بواسطة جين ZNF469 في الإنسان.

## الوظيفة
يشفر هذا الجين بروتين إصبع الزنك. وتشير نسبة التشابه المنخفضة مع بعض الكولاجينات إلى أنه قد يعمل كعامل نسخ أو عامل منظم خارج النواة لتخليق أو تنظيم ألياف الكولاجين. تتسبب الطفرات في هذا الجين في متلازمة القرنية الهشة.

## الأهمية السريرية
ترتبط الطفرات في ZNF469 بالقرنية المخروطية بالإضافة إلى نوع من متلازمة إهلرز دانلوس يسمى متلازمة القرنية الهشة.